# Samvel Manukjan
Samvel Manukjan (* 12. října 1974 Leninakan) je bývalý arménský zápasník – klasik, který v roce 2000 reprezentoval Švédsko.

## Sportovní kariéra
Zápasení se věnoval od 12 let po vzoru staršího bratra Agasiho. Specializoval se na řecko-římský styl. V arménské mužské reprezentaci se prosadil v olympijském roce 1996 ve váze do 68 kg. Kvalifikoval se na olympijské hry v Atlantě, kde prohrál v úvodním kole s Turkem Yalçınem Karapınarem 0:3 na technické body. Po roce 1997 žil ve Švédsku. V roce 2000 se účastnil kvalifikace na olympijské hry v Sydney, kam nakonec cestoval jeho kolega ze švédské reprezentace Mattias Schoberg.

## Výsledky
| Turnaj             | Arménie |      |      |      | Švédsko |
| Turnaj             | 1996    | 1997 | 1998 | 1999 | 2000    |
| Turnaj             | 22      | 23   | 24   | 25   | 26      |
| Turnaj             | -68     |      |      |      | -69     |
| ------------------ | ------- | ---- | ---- | ---- | ------- |
| Olympijské hry     | úč.     |      |      |      | —       |
| Mistrovství světa  |         | —    | —    | —    |         |
| Mistrovství Evropy | úč.     | —    | —    | —    | úč.     |